# ベンスハイム
ベンスハイム (ドイツ語: Bensheim, ドイツ語発音: [ˈbɛnsha‿im]) は、ドイツ連邦共和国ヘッセン州ベルクシュトラーセ郡に属す市。ベルクシュトラーセ沿いに位置する人口約4万人の同郡で最も大きな都市である。

## 地理

### 位置
この都市は、オーバーライン盆地の東端、オーデンヴァルトの西端にあたるベルクシュトラーセ沿いに位置している。近隣の大都市には、ダルムシュタット（約22km北）、ハイデルベルク（約35km南）、ヴォルムス（約18km西）、マンハイム（約32km南西）がある。郡庁所在地のヘッペンハイムへは南に約5kmの位置にある。
東のラウター渓谷からラウター川が流れ込み、ベンスハイムを貫いて流れている。この川はベンスハイムからヴィンケルバッハ川と名前を替える。市の南側には、やはりオーデンヴァルト（ツェラー・タール）から流れ下ったメーアバッハ川が流れている。この川はずっと地下を流れ、市域の西端でやっと地表に現れるものの、その後ラウター川から分岐した暗渠に流れ込んでゆく。

### 隣接する市町村
ベンスハイムは、北はツヴィンゲンベルクとアルスバッハ＝ヘーンラインおよびゼーハイム＝ユーゲンハイム（後者2つはダルムシュタット＝ディーブルク郡）、東はラウタータール、南はヘッペンハイム、西はロルシュおよびアインハウゼンと境を接する。

### 市の構成
ベンスハイムは、大まかに以下の地区に分けられる。
- 鉄道の東側: アルトシュタット（旧市街）やフォアシュタットを含む中核地区と近代以降に造られた多くの新興地区（たとえば、ブルンネンヴェグ、メッツェンドルフ地区、「グリーゼル」、メーアバッハ地区、ヘムスベルク地区など）
- 鉄道の西側の「ヴェストシュタット」: たとえば、「ポルト・アルトゥール」「マロッコ」、「リープヴェー地区」や「カッペスゲルテン」といった地区が含まれる。
- ベンスハイム北部: ベルクシュトラーセ沿いにアウエルバッハ区がある。
- オーデンヴァルトに面した地区: ホッホシュテッテン、シェーンベルク、ヴィルムスハウゼン、グローナウ、ツェルといった市区
- ヘシシェ・リートに属す地区: ラングヴァーデン、フェールハイム、シュヴァンハイムといった市区

### 気候

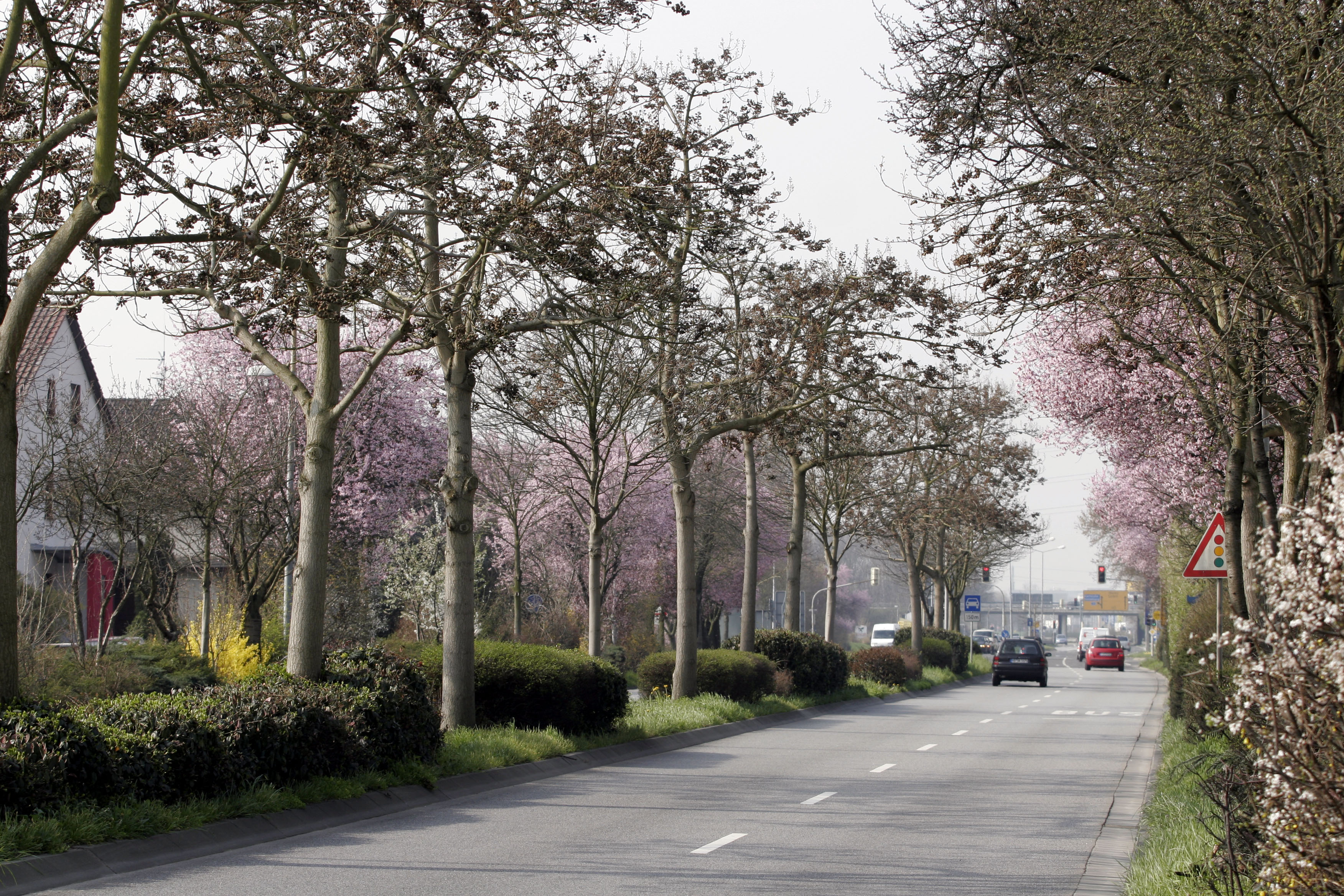
ヴォルムス通りのアーモンドの木

ベンスハイムは、ベルクシュトラーセ沿いの他の街と同じく、大変に穏やかで、年間日照時間約2000時間と日差しに恵まれた気候であり、ドイツで最も早く春が訪れる地方である。オーデンヴァルトに護られたこの穏やかな気候によって、キウイ、アーモンド、イチジク、モモが生育する。ベルクシュトラーセは、時に「ドイツのリヴィエラ」とも称される。
ベンスハイム市は民家の庭先に、たとえばアーモンドの木などの、庭木を植えることを奨励している。毎年ベンスハイムでは花の女王のコンテストも行われている。これはオートモビール＝クラブ・ベンスハイムが主催するもので、ベンスハイムの看板行事となっている。

## 歴史

### 入植の歴史
ヘッセン南部地域は早くから入植が行われた地域である。多くの出土品が線帯文土器や縄目文土器を使っていた農耕・放牧時代（紀元前2500年から1500年頃）に遡る。

### 中世
ベンスハイムは、765年のロルシュ文書にBasinsheimとして文献上に初めて記録されている。創設者は、入植地創設の権利を与えられたリッター・バジヌス(Basinus)である。
名前は、BasinsheimからBasinusheim、Besensheimを経てBensheimとなった。特筆すべきは、956年3月5日という早い時期に、皇帝オットー1世によって市場開催権が与えられているということである。オットー1世がフランクフルト・アム・マイン滞在中に、妻アーデルハイトの取りなしによって、ロルシュ修道院に最初の市場開催権を与えたということが、このテキストから読み取れる。「publicae mercationes」という概念がこの街にもたらされ、公の商取引が行われた。定期的な年ごとの市場や、週の市はこの頃にはまだ開催されていなかった。
フリードリヒ2世は、凋落したロルシュ帝国修道院の所領をマインツ大司教ジークフリート3世・フォン・エップシュタインにレーエンとして与え、これに伴ってベンスハイムは1232年にマインツ選帝侯領となった。この時にはすでにデカーデン、後の都市権が与えられていたと推測されるが、それが文書として遺されたのは1320年になってからであった。 1301年、アルブレヒト1世よる都市包囲線の結果、この都市の大部分が破壊された。

### 近世
現在のアウエルバッハ区とシェーンベルク区はベンスハイムに隣接する村で、カッツェンエルンボーゲン伯とエアバッハ献酌侍従家の土地であった。1479年、カッツェンエルンボーゲン伯家の断絶によりその封土は北側に隣接するヘッセン方伯領となった。また、1532年にエアバッハ家が伯に昇格し、エアバッハ伯家が東に隣接することとなった。
ライン宮中伯に担保として出されていた時代、1461年から1650年にベンスハイムは隆盛期を迎えた。1504年にはプファルツ侯の都市としてバイエルン=プファルツ継承戦争に巻き込まれ、 帝国アハト刑の執行を委託されたヘッセン方伯とその同盟者であるハインリヒ・フォン・ブラウンシュヴァイクおよびハインリヒ・フォン・メクレンブルクによって11日間にわたって包囲されたのである（陥落はしなかった）。この年から年2回の市と週の市が定期的に開催されるようになった。第3の年の市は1619年から開催されることとなった。
1526年にヘッセン方伯領で、1544年にはエアバッハ伯領でも宗教改革がなされ、ベンスハイムは、政治勢力の境界だけでなく、異なる宗派の境界線にも位置することとなった。

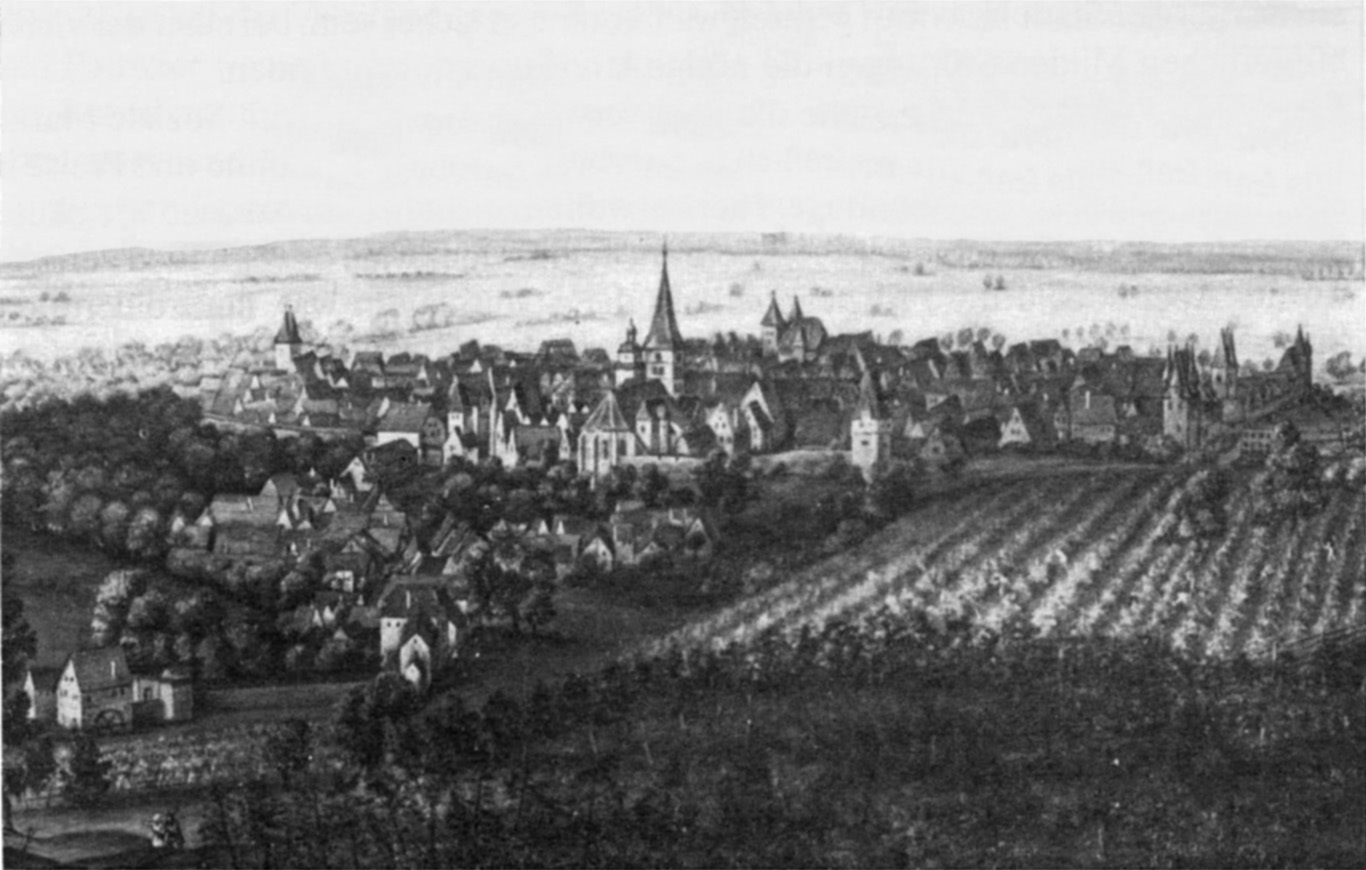
1612年のベンスハイム

順調な発展は、三十年戦争で終わった。1644年11月20日にベンスハイムはフランス軍とスウェーデン軍に占領され、12月2日にバイエルン軍がこれらの軍を撤退させた。後のフラー・フン・ベンゼム（ベンスハイムの女）の伝説（バイエルン軍に秘密ルートを伝え進軍を助けたというもの）はこの時の話である。1650年、約200年間に及んだプファルツ選帝侯支配が終わり、マインツ大司教に返還された。

### 近代以降
1803年の帝国代表者会議主要決議によってベンスハイムはヘッセン=ダルムシュタット方伯領となった。方伯は、1806年にライン同盟に加盟し、ヘッセン大公に昇格した。1822年に大火があり、16棟の建物が全焼し、15棟が深刻な損傷を負った。
ベンスハイムはプロフィンツ・シュタルケンブルクのラントラーツベツィルク・ベンスハイムの所在地となった（プロフィンツ、ラントラーツベツィルクは当時の地方行政区分）。コノラントラーツベツィルクは、1832年にラントラーツベツィルク・ヘッペンハイムと統合され、ベンスハイムを郡庁所在地とするベンスハイム郡となった。

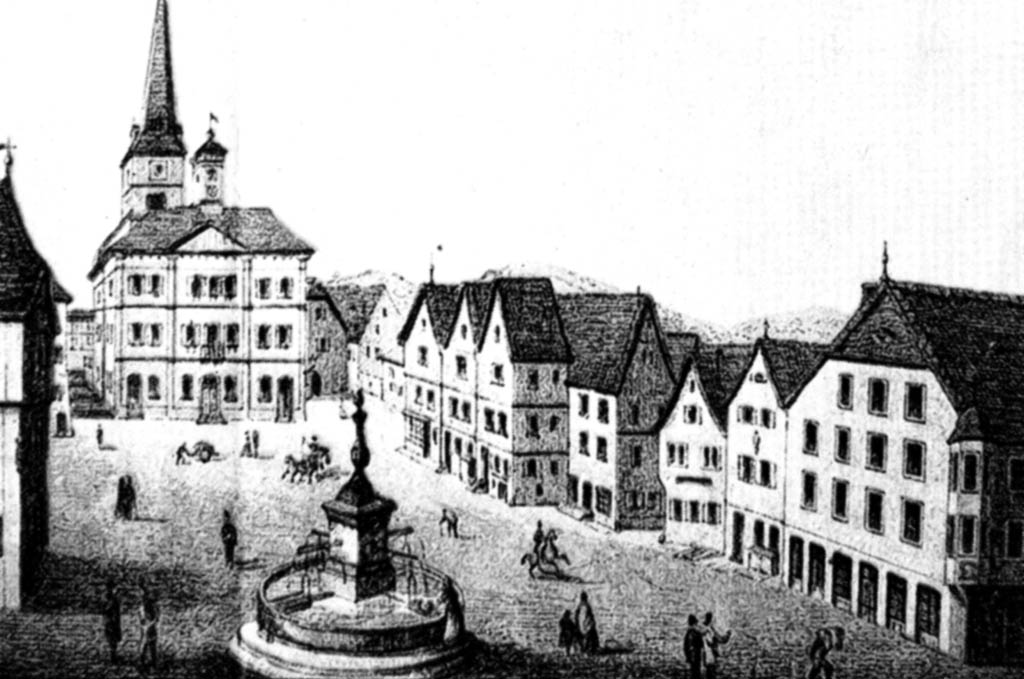
1869年のベンスハイム

1918年に大公は廃位され、ヘッセン大公国からヘッセン人民州が創設された。1938年11月1日にベンスハイム郡とヘッペンハイム郡が合併してベルクシュトラーセ郡が設けられた。ベンスハイムは郡庁所在地でなくなる代償としてNSDAPの郡管理局の所在地となった。1938年11月9日のユダヤ人排斥運動でシナゴーグが破壊された。アウエルバッハのシナゴーグは無事であった。1939年にアウエルバッハ、シェーンベルク、ツェルが合併した。これにより人口が増大し、当時の人口は約16,500人となった。アウエルバッハにはナッツヴァイラー強制収容所の外部施設が設けられた。
1945年3月24日、キルヒベルクで12人の人物がゲシュタポに殺害された。2日後の3月26日、聖ゲオルク教区教会、市庁舎、旧市街の一部が焼夷弾によって破壊された。3月27日、ベンスハイムはアメリカ軍によって占領された。連合国の諜報活動連絡将校ヘンリー・キッシンジャーは占領国側の有用な代表者であり、その後正式に市の司令官をなった、1945年、ベンスハイムは新たに設けられたヘッセン州の管轄下となった。
第二次世界大戦後、ベンスハイム＝アウエルバッハにDPキャンプが設けられた。はじめはポーランドの強制労働に従事させられていた人々を収容したが、後には「ディスプレイスト・パーソン」（戦前ドイツ領だったズデーテン地方など東部支配地から放逐された人々）を収容した。このキャンプは1949年4月に廃止された。
1971年、ラングヴァーデン、シュヴァンハイム、フェールハイム、ホッホシュテッテン、グローナウ、ヴィルムスハウゼンが合併したことで、人口は約34,000人になった。
1859年から1987年まで、シェーンベルク方面へのニーベルンゲン街道に、グントルム・ブロイ・ベンスハイムがあった。1979年にこのビール会社はビンディング・ビーア・マインツに移譲され、1987年に閉鎖、廃止された。現在、かつてのビール工場跡地は、たくさんの住宅が建ち並ぶ住宅地グントルム・ガレリーンとなっている。

## 行政

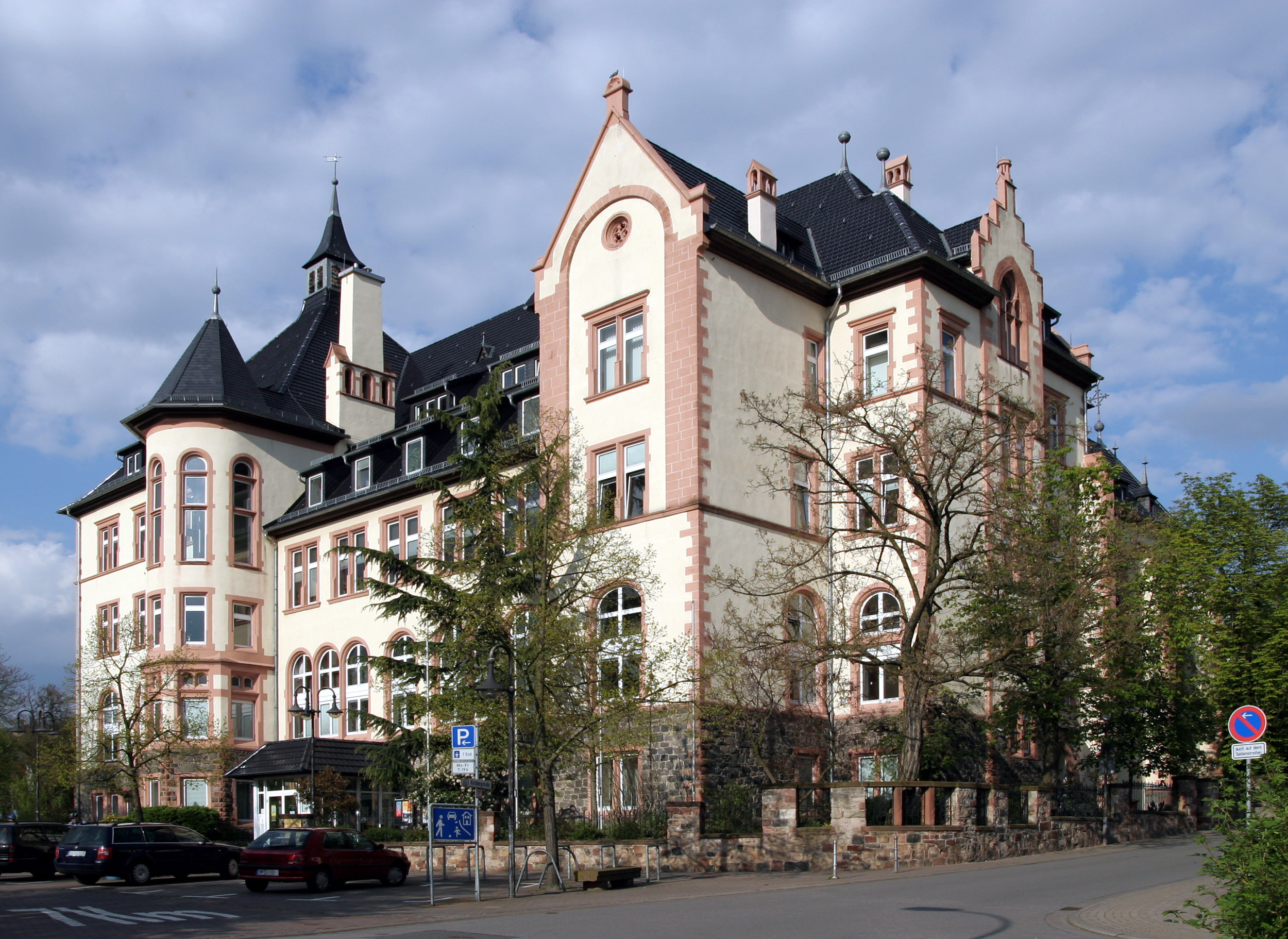
ベンスハイム市庁舎

### 市議会
ベンスハイムの市議会は、45議席からなる。
参事会は、9人の市会議員と市長で構成される

### 市長
第二次世界大戦後の市長を列記する。
- 1945年 – 1945年: テオドール・クレーゲ
- 1945年 – 1946年: ヴィリー・クラップロート
- 1946年 – 1954年: ヨーゼフ・トレファート
- 1954年 – 1972年: ヴィルヘルム・キリアン
- 1972年 – 2002年: ゲオルク・シュトレ
- 2002年 - 2014年: トルステン・ヘルマン
- 2014年 - 2020年: ロルフ・リヒター
- 2020年 - : クリスティーネ・クライン

ロルフ・リヒターは、2014年5月25日の選挙で 54.2 % の票を獲得して市長に初当選した。
2020年12月14日からクリスティーネ・クライン (SPD) が市長を務めている。彼女は2020年11月15日の第2回投票で 52.77 % の票を獲得して、対立候補で現職のロルフ・リヒター (CDU) に勝利した。

### 紋章
赤地に、金の甲冑をまとい、金の両手で長槍を持った騎士が銀の馬に乗っている。馬の脚もと、紋章基部には緑のドラゴンが横たわり、槍で突かれている。
赤地はマインツの紋章にちなんだものであり、この都市が1802年までマインツ司教領であったことを示している。ドラゴンを突き刺している騎士は、かつてベンスハイム市の守護聖人であった聖ゲオルクである。

### 友好都市
- ボーヌ（フランス、コート＝ドール県）1960年
- アマシャム（イギリス、バッキンガムシャー）1977年
- モハーチ（ハンガリー、バラニャ県）1987年
- リーヴァ・デル・ガルダ（イタリア、トレンティーノ＝アルト・アディジェ州）1989年
- クウォツコ(Kłodzko)（ポーランド、ドルヌィ・シロンスク県）1996年
- Hostinné（チェコ、フラデツ・クラーロヴェー州）2002年

いくつかの市区はそれぞれ独自で友好都市協定を結んでいる。1956年4月29日に、エルベ川沿いのArnau（現 Hostinné）から放逐されたズデーテン地方に住んでいたドイツ人に対する協力協定を結んだ。

## 文化と見所

### 劇場
パーク劇場は、1968年に建設され、様々な文化活動の中心として利用されている。市の演劇プランの他、プロモーターやサークル、学校が、講演、音楽、舞踏公演を行っている。1998年から1999年12月まで、ステージの視覚的、技術的、造形的な改造がなされ、新たな輝きを放っている。
この他、ベンスハイムにはピパポ劇場（演芸場）、フォアネルム劇場、ヴァリーテー・ペガサス、アウトーレンコレクティーフ・ラウフクントシャフトといった劇場がある。

### 博物館
アルナウ展示室（アルナウは、姉妹都市（庇護都市）であるHostinnéのドイツ名）のある市立博物館の他、アウエルバッハのシナゴーグ内にも博物館がある。

### 音楽
ベンスハイム音楽学校は1979年に設立された。州レベルあるいは連邦レベルの様々なコンクールでは、ベンスハイム市立音楽学校の学生が受賞者となることが多い。様々なアンサンブルが、音楽学校の連帯を高めている。ベンスハイム音楽学校は多くの人材を輩出している。17の様々な楽器の学科で選抜がなされている。

### 世俗建築

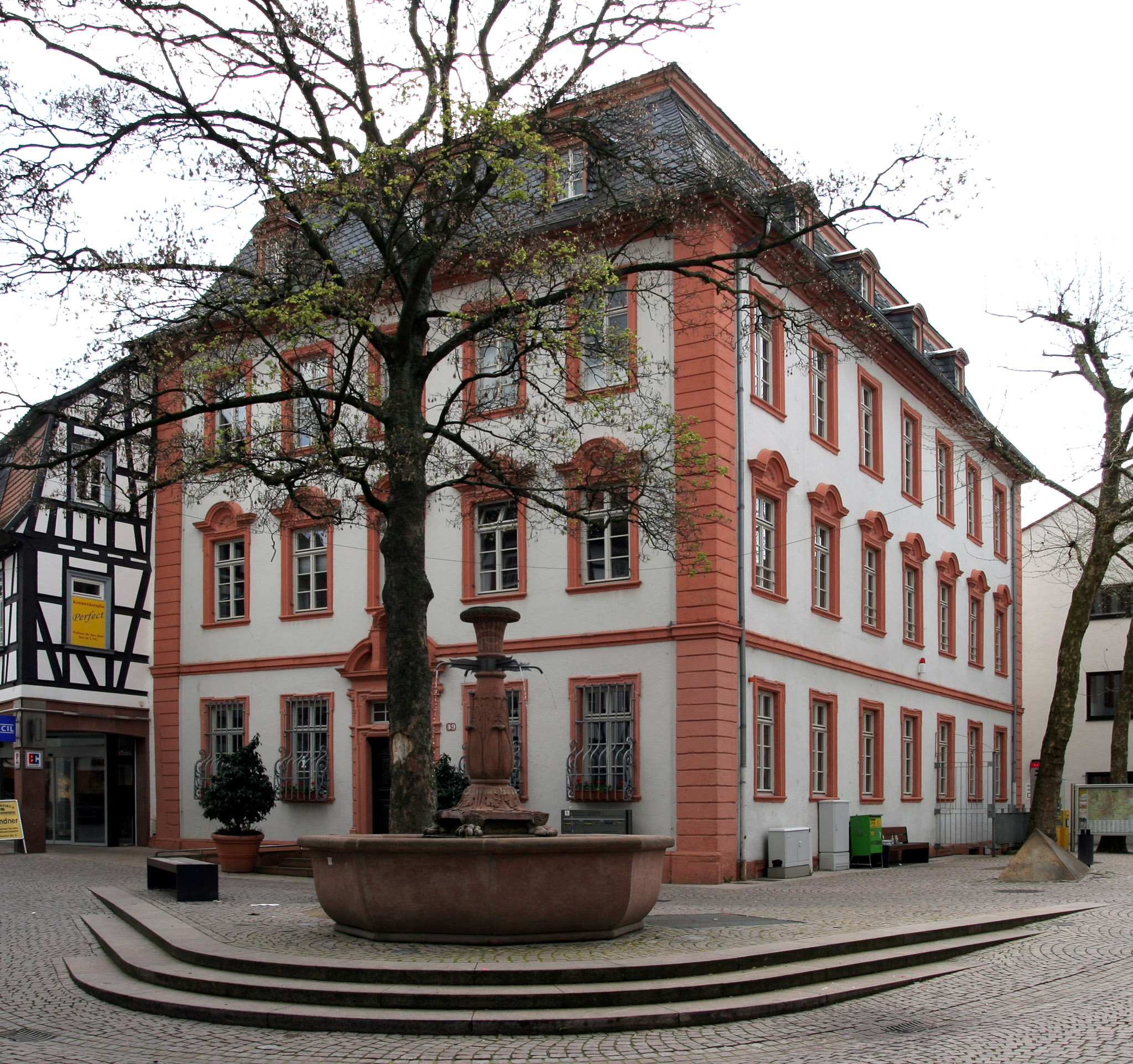
旧マインツ司教座聖堂参事会代官所

ベンスハイムには、すべての市区を合わせると、全557の文化財が遺されている。特に重要な建造物を列記する。
- 旧代官所。かつてのマインツ司教座聖堂参事会の代官所。
- 旧革なめし工場。1873年建造。
- ビスマルク塔。ヘムスバッハ（標高262m）にある。1902年建造。
- ダルベルガー・ホーフ。かつての貴族の邸宅。
- 展望台（青の小塔あるいは角塔）。バースマン広場の上方、ヘーエンヴェクにある。1910年建造。
- ホーエネッカー・ホーフ。かつての貴族の邸宅。1756年建造。
- キルヒベルクホイシェン。1849年建造、1857年完成。
- メッツェンドルフ邸。
- リンネン塔門。13世紀から14世紀の建物。
- ローデンシュタイナー・ホーフ。公園のある領主館。
- ローター塔。13世紀に建てられた市壁の見張り塔。
- ヴァルダードルファー・ホーフ。1395年に建造された南ヘッセンで最も古い木組み建築。
- ヴァムボルター・ホーフ。1732年から33年の古い貴族の邸宅。

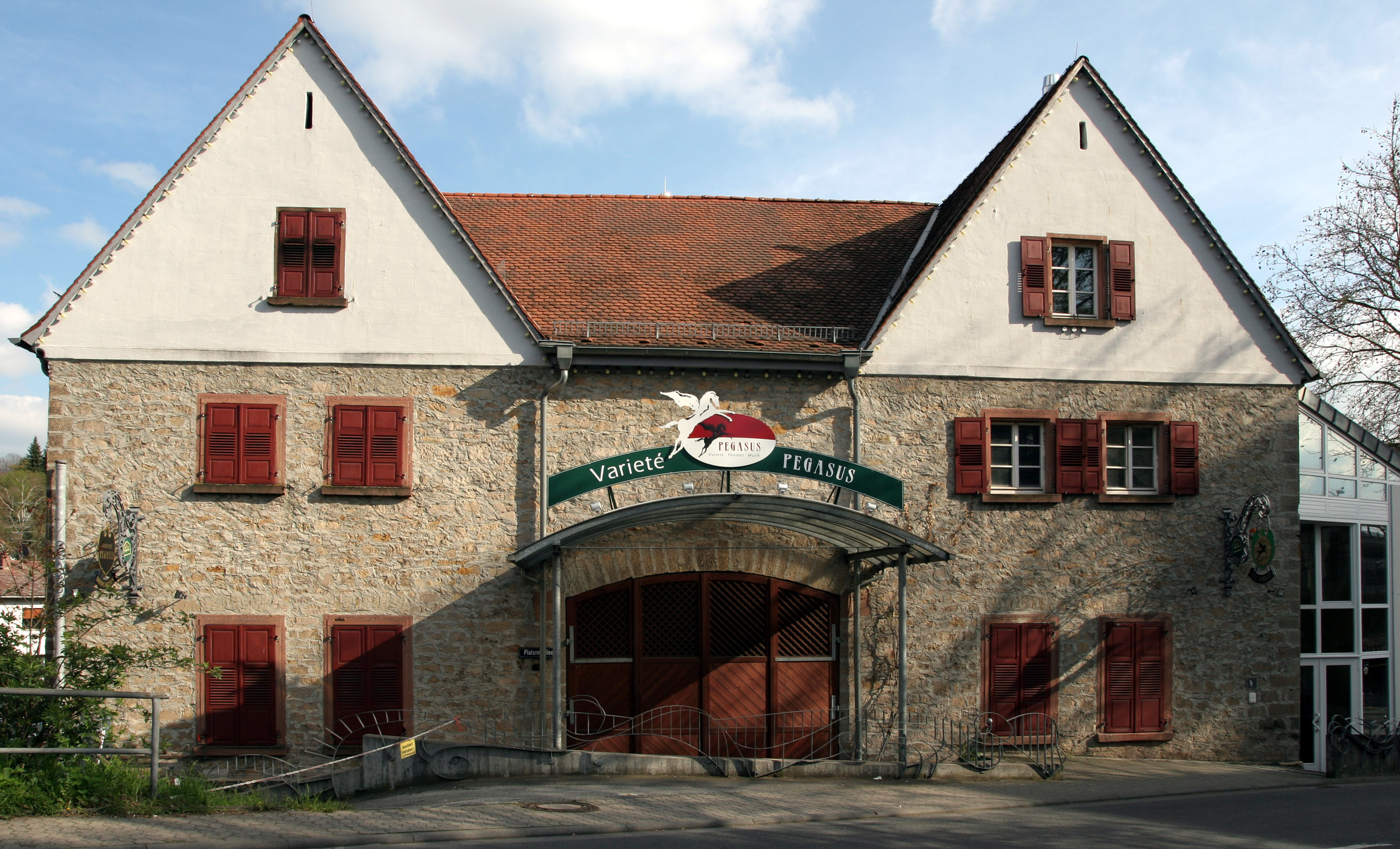
旧革なめし工場
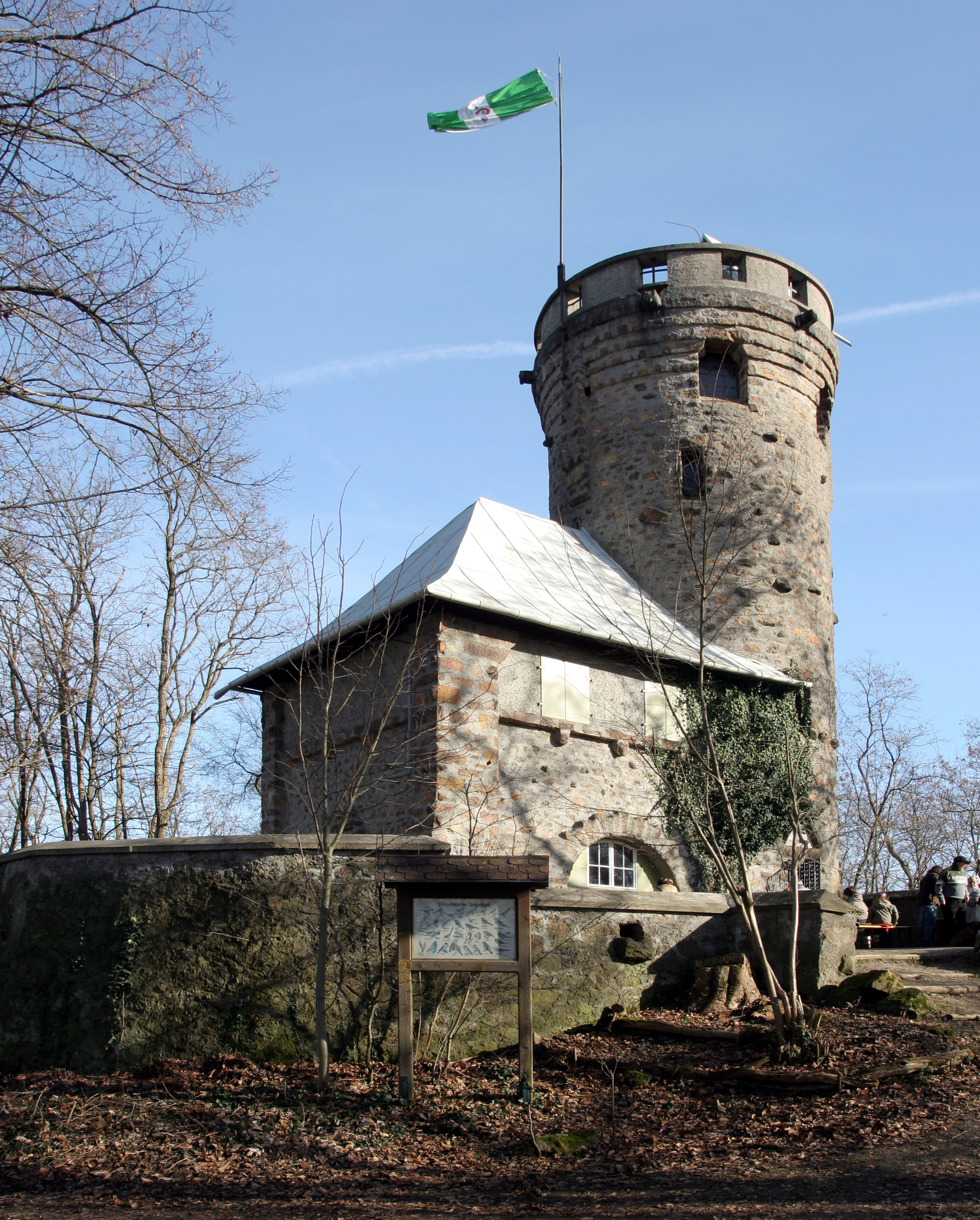
ビスマルク塔
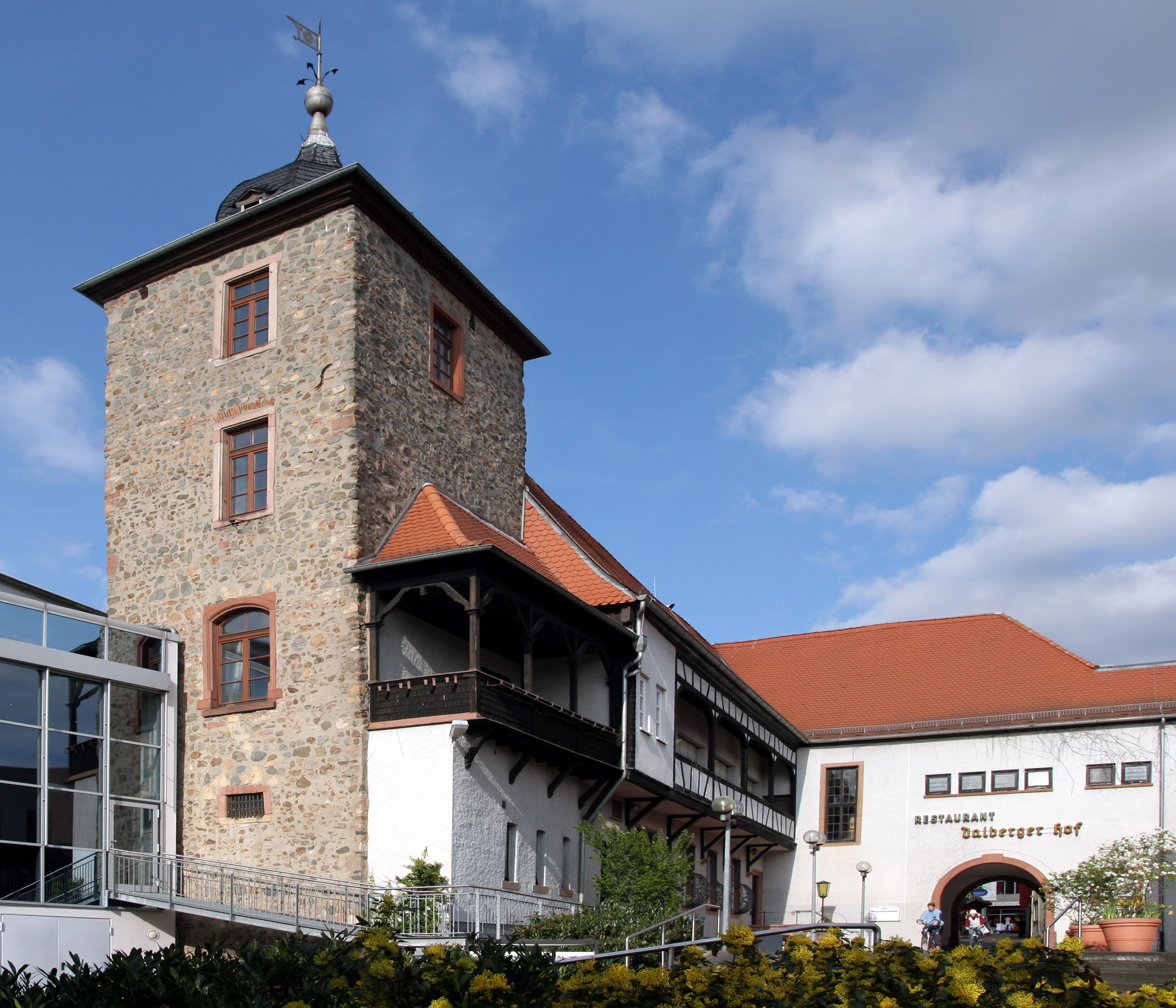
ダルベルガー・ホーフ
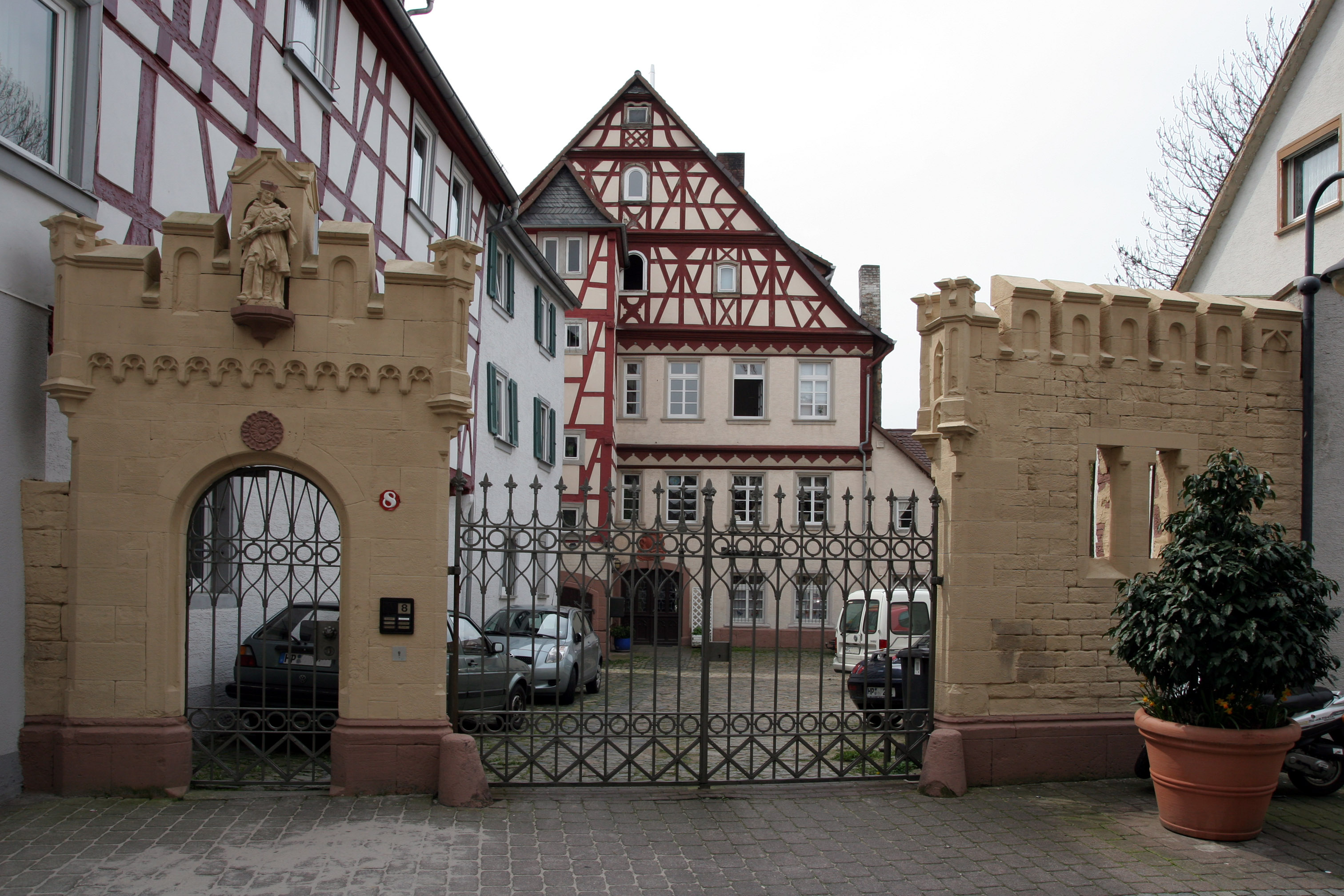
ホーエネッカー・ホーフ
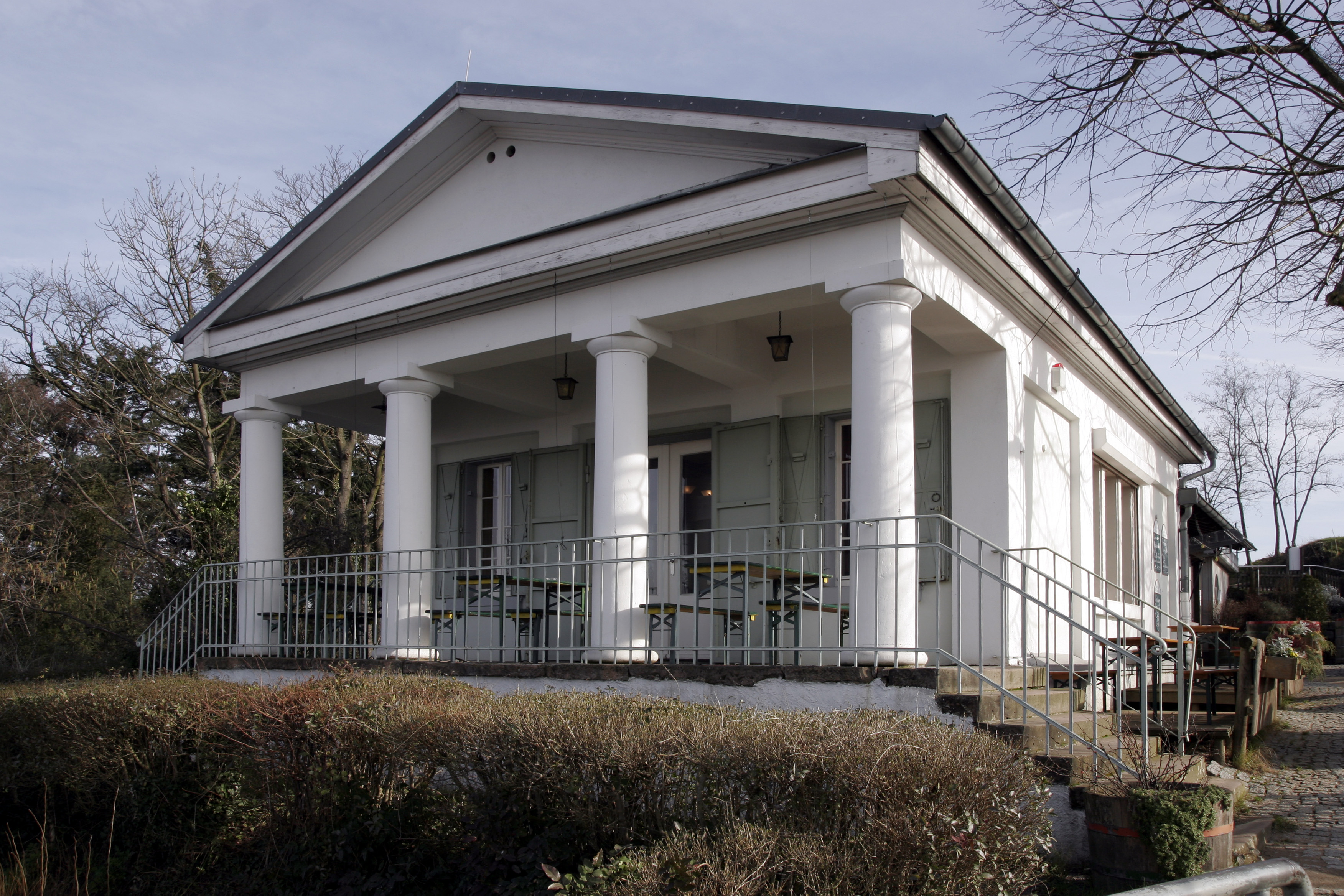
キルヒベルクホイシェン
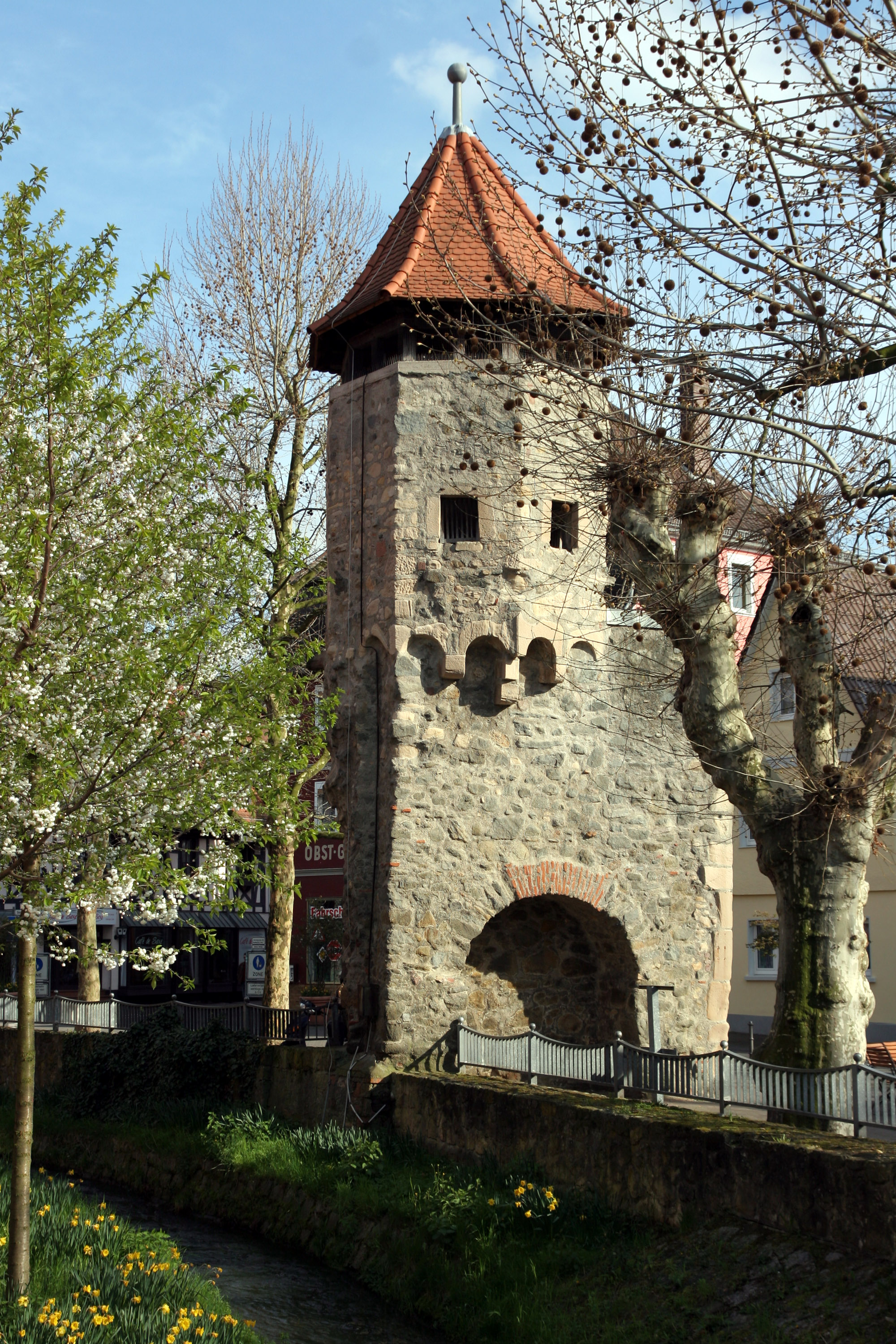
リンネン塔門
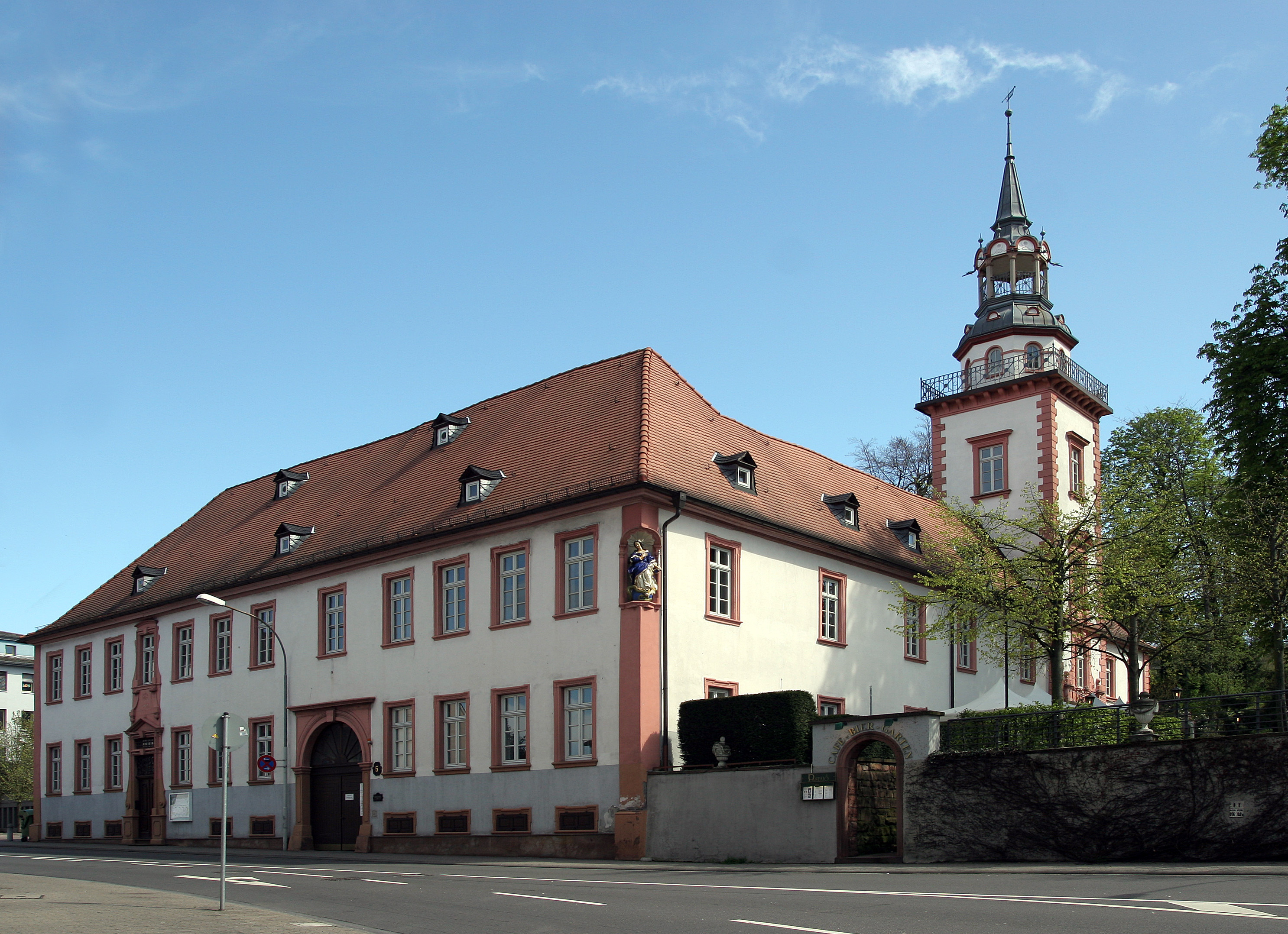
ローデンシュタイナー・ホーフ
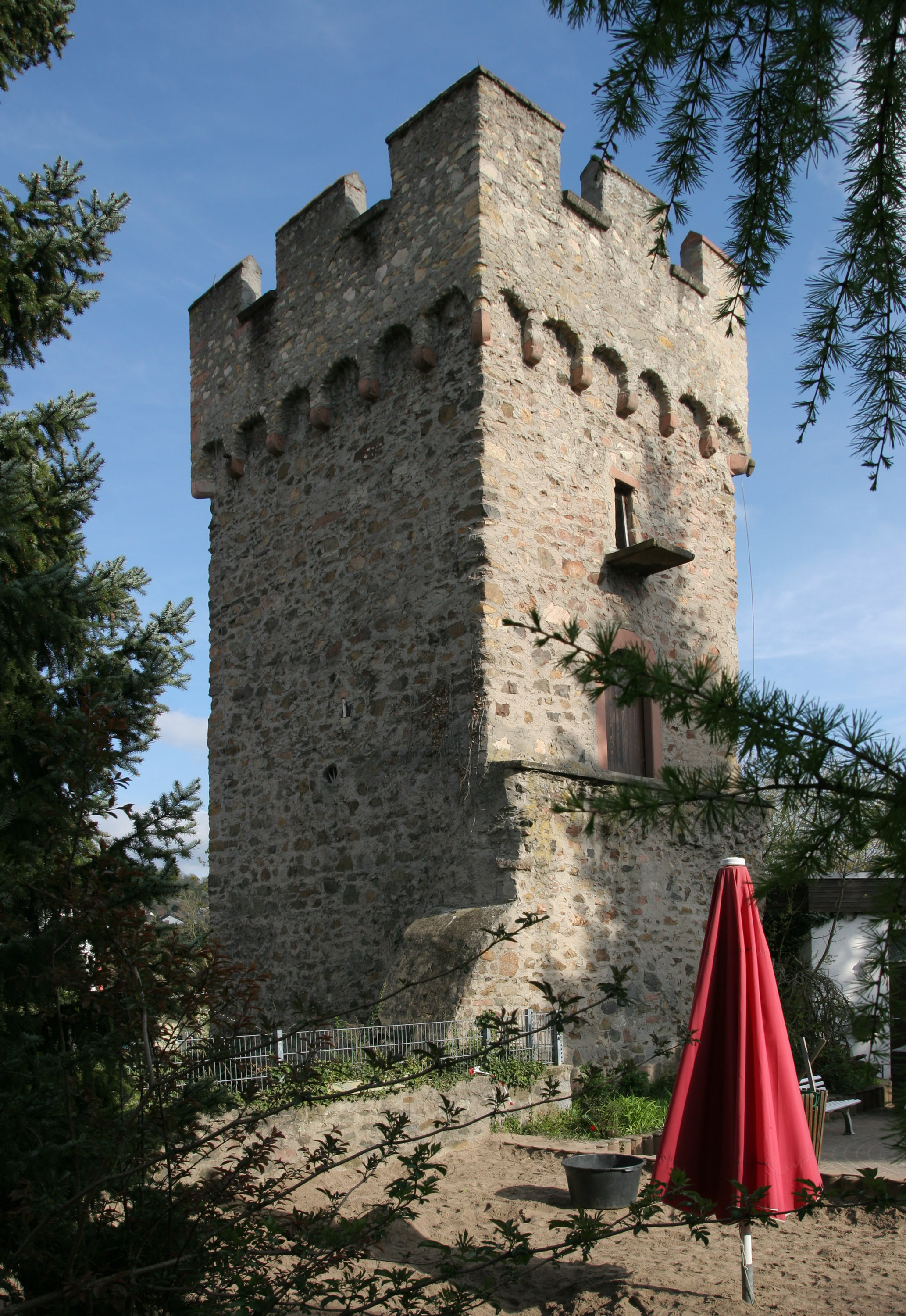
ローター塔
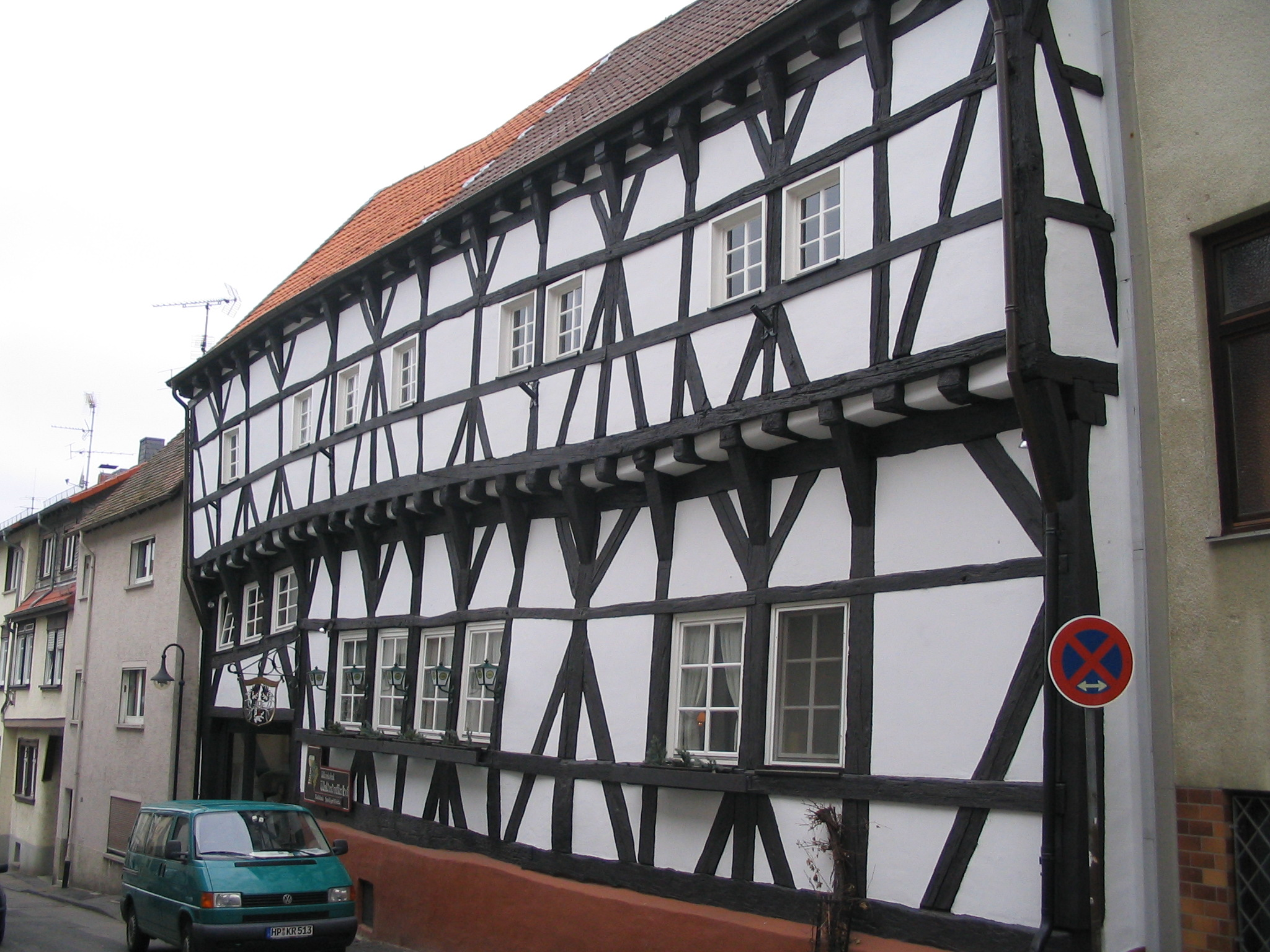
ヴァルドルファー・ホーフ
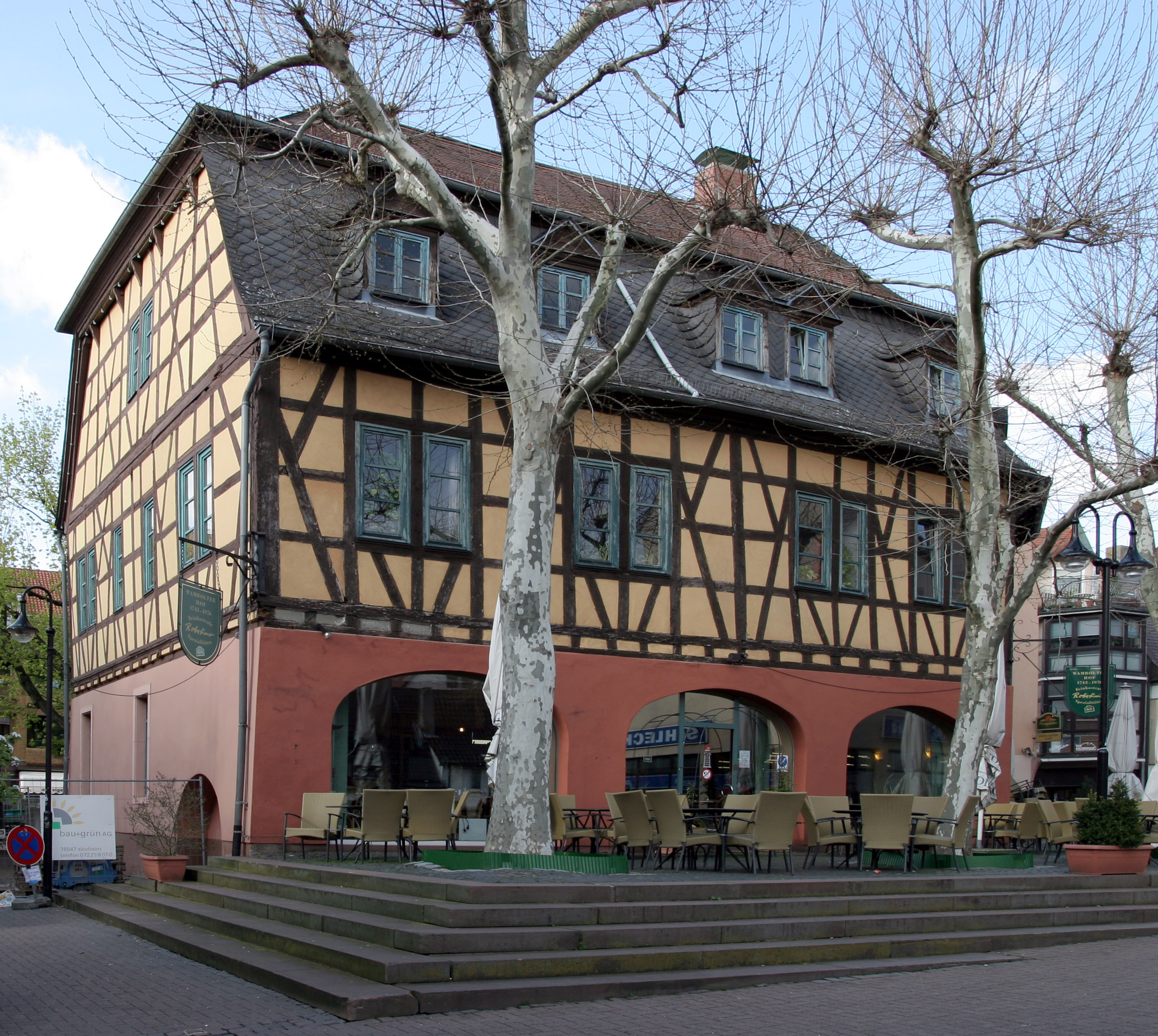
ヴァムボルター・ホーフ

アウエルバッハ区には、ヘッセン＝ダルムシュタット方伯（後のヘッセン大公）の夏の離宮、アウエルバッハ城がある。

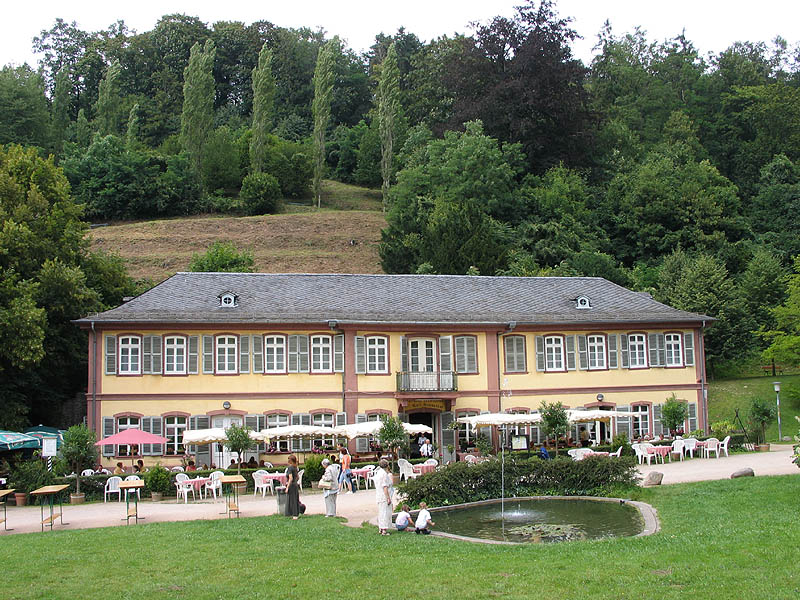
ヘッセン＝ダルムシュタット方伯の夏の離宮
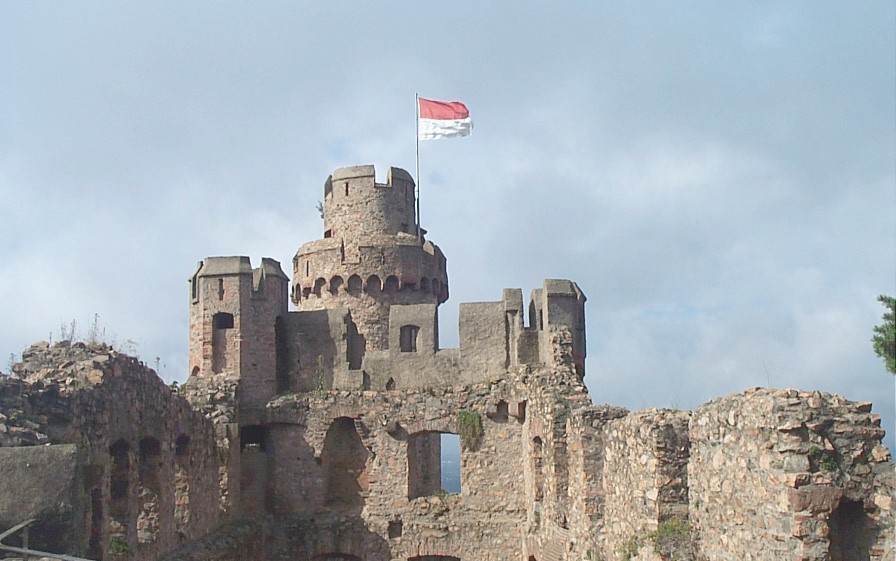
アウエルバッハ城

### 宗教建築

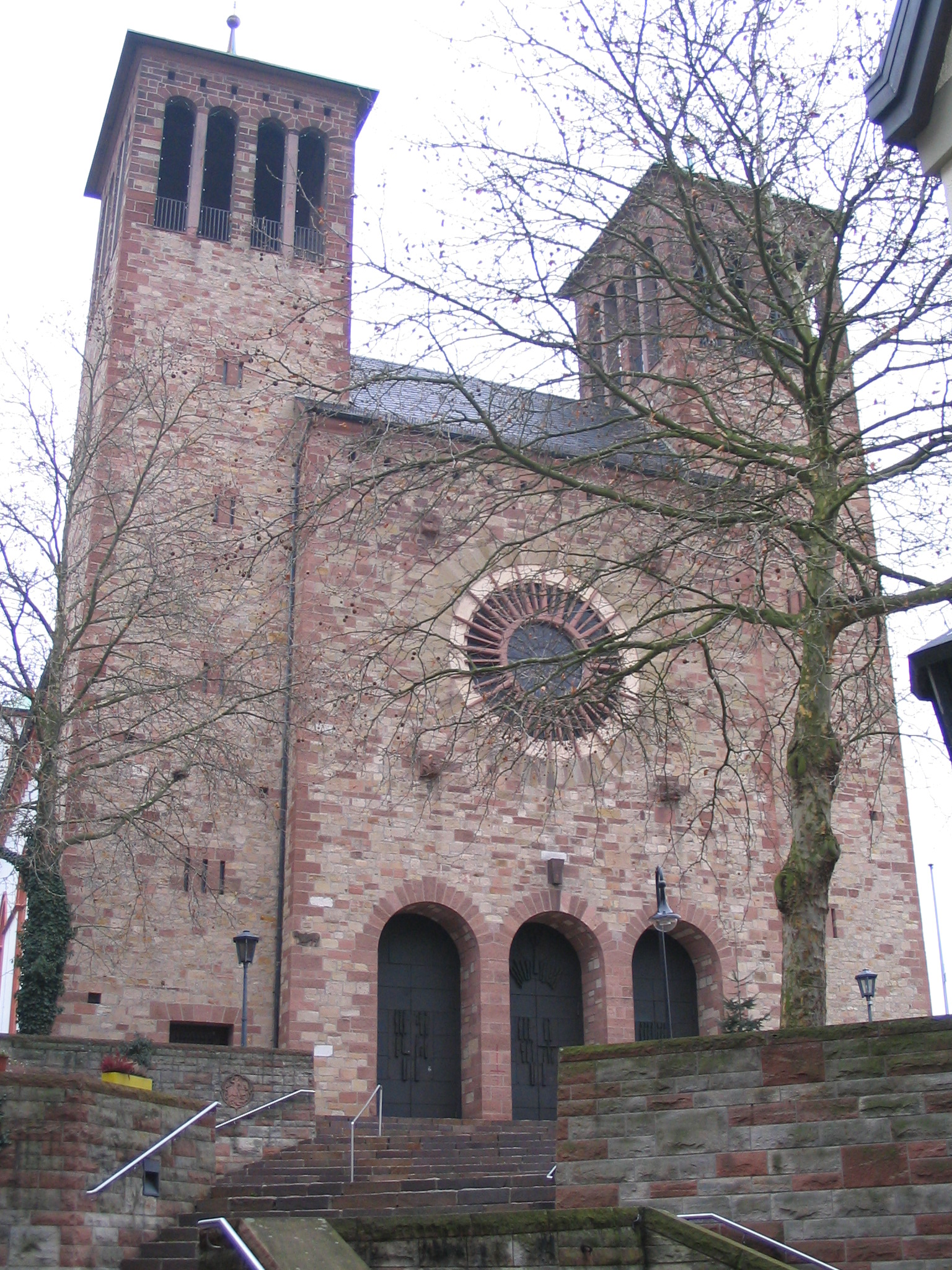
聖ゲオルク教会

- カトリックの教区教会 聖ゲオルク教会。1830年建造。
- カトリックの聖ヨーゼフ施療教会。14世紀の建物。
- 墓地教会 聖クレスツェンツ教会。1618年建造。
- ミヒャエルス教会。1863年建造。
- カトリックの教区教会 聖ラウレンティウス教会。1965年建造。

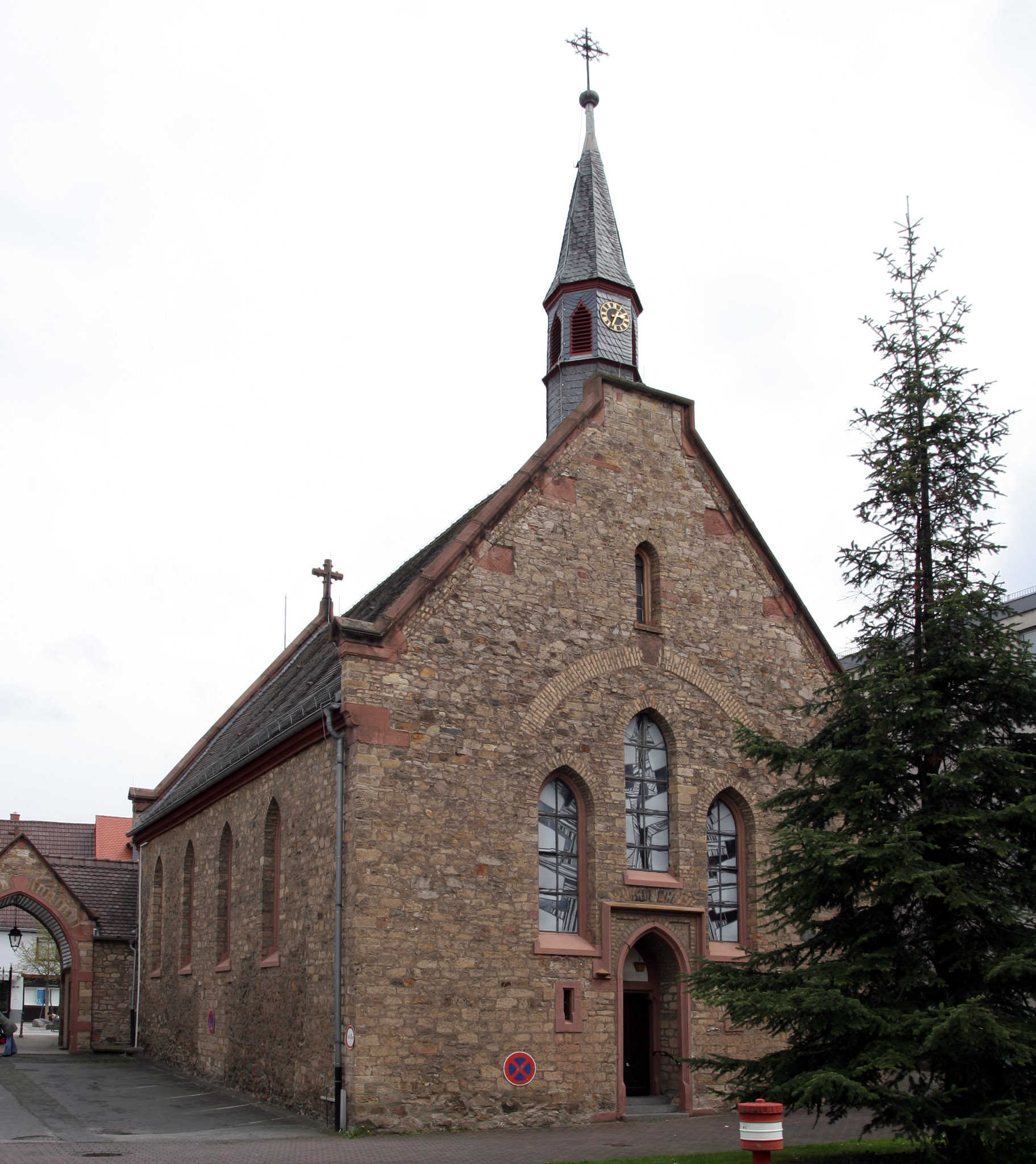
聖ヨーゼフ施療教会
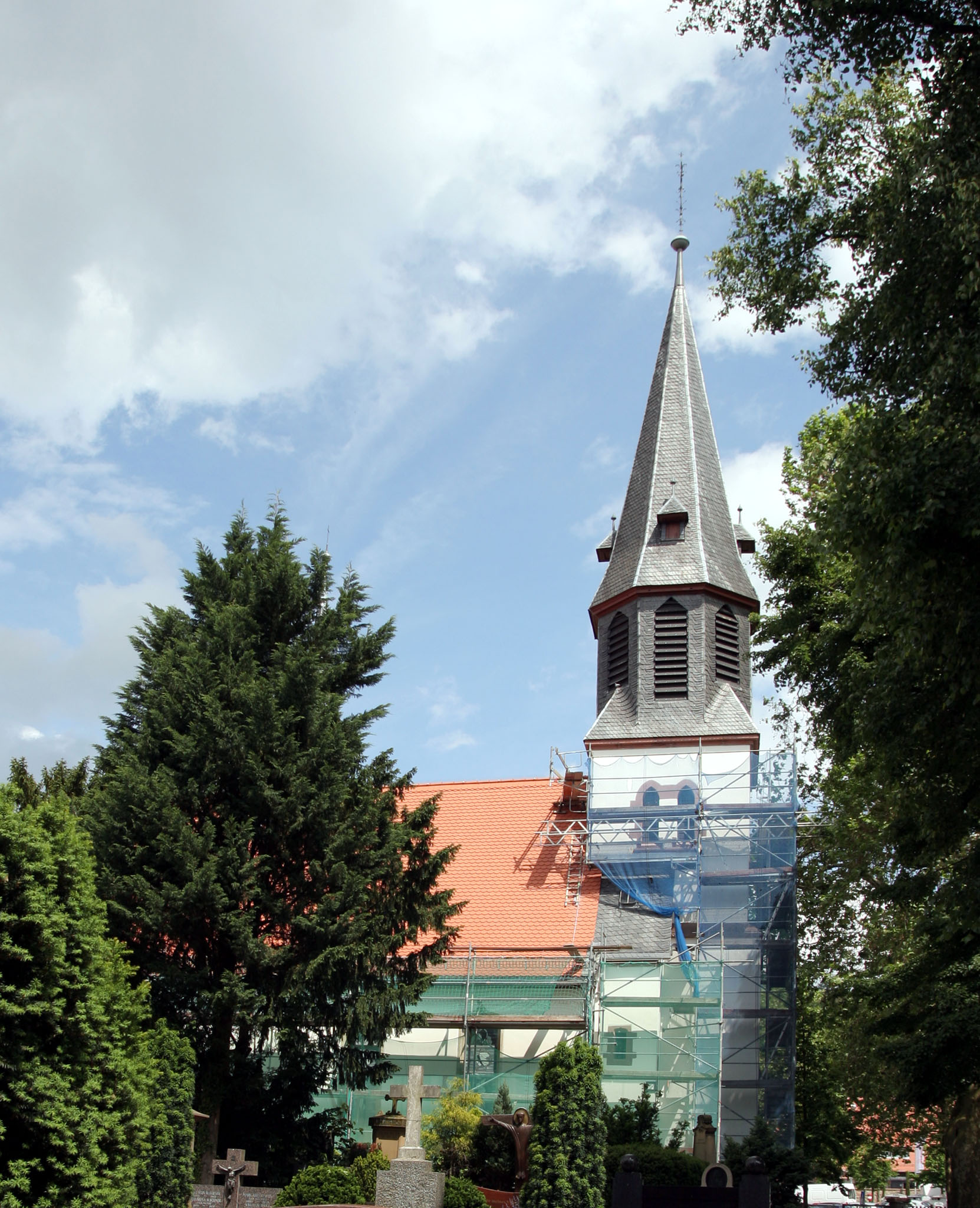
聖クレスツェンツ教会
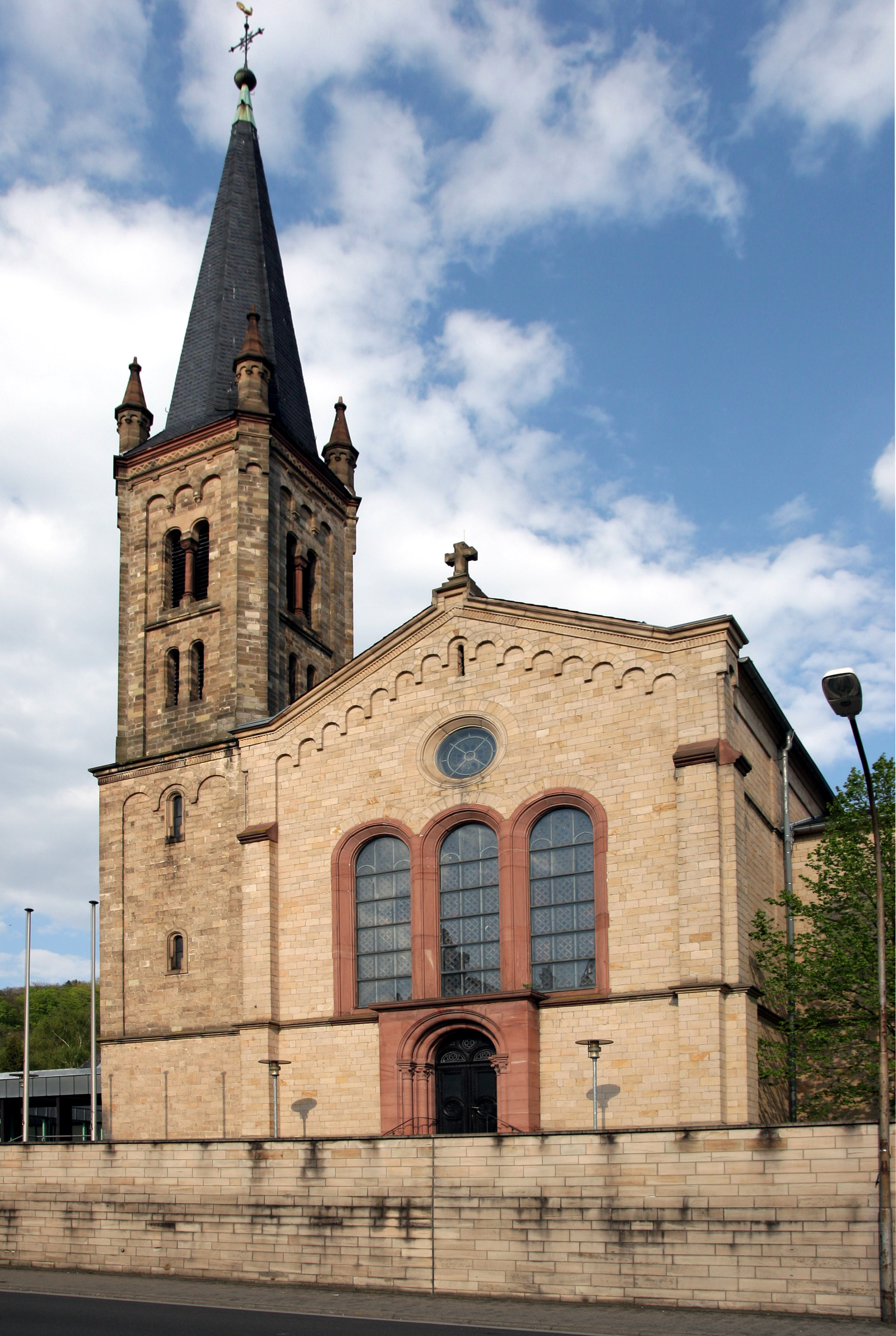
ミヒャエルス教会

全557件の文化財リストはListe der Kulturdenkmäler in Bensheimを参照のこと。

### スポーツ
HSGベンスハイム／アウエルバッハのハンドボール男子チームは、ハンドボール＝ブンデスリーガ2部（南地区）で活躍する全国的に有名なクラブチームである。

### 青少年文化
ベンスハイムには子供から14歳までの青少年のためのイベントが多くある。たとえば、2006年1月26日に新しい青少年センターが開館した。これによりヴィルヘルム通りにあった古い青少年センターは閉館した。若者向けの、スケート、バイクあるいは若者向けの音楽などサブカルチャー寄りのものは比較的少なかったが、2008年8月30日にBMX/スケートパークが完成し、BMX愛好者やスケートファンが常に楽しんでいる。
若者向けの音楽については「Bandsheim（バンツハイム）」というイベントが行われている。これは、定期的に行われるベンスハイムの新人コンサートである。バンツハイムの他にパーティー＝ベンスハイムというイベントもある。これは若者の出会い、議論、打ち合わせの場として活用されている。どちらも若者自身によって運営されている。
ベンスハイム市は、「非公式に」若者に集まる場所を提供している。1980年代初めから提供されている「Mc Slobos」がそれである。評判の良い地元バンドのライブ・コンサートや、政治の分野で活発に活動しているゲストなどによって、多くの若者にとって魅力的な場所となっている。
この他自主運営の文化・青年センター「SKJuz」やBürgerMaiStar活動 などが行われている。

### 年中行事
全国的に広く知られているベルクシュトラーセ・ワイン祭は、9月の第1週末に市の中心部全域を使って開催される。土曜日に始まるこの祭は9日間の日程で行われる。最初の日曜日には大規模なパレードがあり、2回目の日曜日はキルヒベルクで花火が打ち上げられる。第1回のワイン祭は、1929年10月19日から22日に開催された。この時既にパレードとキルヒベルクの花火の夕べが行われている。
1975年に歩行者専用区域内の住民が市民祭を開催し、1977年から毎年初夏に開催されるようになった。人気の祭は1987年に第1回が行われたアウエルバッハのバッハガッセンフェストである。女優で演出家のゲルトルート・アイゾルトを記念したドイツで最も重要な演劇賞の一つであるゲルトルート・アイゾルト・リングの授与式が、1986年から毎年ベンスハイムで開催されている。
2003年からは「Maiway」も毎年開催されている。これは、グルメ祭であり、ベンスハイム市内の料理店の多くで音楽グループが出演する。

### 学問・研究
ベンスハイムには1947年からプロテスタント連盟の信仰研究所が存在する。この研究所は、1947年から1967年まで、そして2007年11月以降はヴォルフガング・ズッカー・ハウスにある。

### 名物料理
ツヴェウヴェルクーヒェ・ア・ラ・フラー・フン・ベンゼム（フラウ・フォン・ベンスハイム風ツヴィーベルクーヒェン（タマネギ・ケーキ））

## 経済と社会資本

### 地元企業
ベンスハイムは、経済的に強いライン＝ネッカー＝ドライエックの一角をなし、隣接する市町村（ヘッペンハイム、ロルシュ、ラウタータール）とともに南ヘッセン地域計画の中期後中心を形成している。
この街は、良好な経済指標を示している。そうでなくても良好な経済指標を示すライン＝ネッカー地域と比べても平均以上の就業率と、特に高い学識率、平均以上の高い購買力を示している。
ジローナ・デンタル・システムスGmbHはベンスハイムに本社を置いている。この企業はベルクシュトラーセ郡最大の雇用主であり、歯科医向け製品やサービスを提供している。ケルンAGは、銀行、保険会社、通信会社、ITサービス業者のための封書システムを製造しており、ベンスハイムに拠点を置いている。製薬企業向けサービスを行っているケゲディム・ドイチュラントGmbHはベンスハイムに本社がある。また、コネクターメーカー最大手のタイコ　エレクトロニクス（Tyco Electronics AMP GmbH）、IT分野のSAP AG、IFOK (Institut für Organisationskommunikation)、また、ほとんどすべてのエレクトロニクス分野や半導体テスト、プログラム作成といったHTV GmbHといった企業がある。さらに、スズキ・インターナショナル・ヨーロッパGmbHの本社もベンスハイムにある。全国的な大手紙販売業者であるドイチュ・パピアー・フェアトリーブスGmbHはベンスハイムのドイツで最も近代的なハイテクビルの一つである。電気、ガス、水の供給会社であるGGEWはベンスハイムに本社を持つ。

### メディア
ベンスハイムやその周辺のできごとは、マンハイマー・モルゲン・グループに属すベルクシュトレーサー・アンツァイガーに掲載される。ベルクシュトレーサー・アンツァイガーは月曜日から土曜日まで出版されている。

### 交通

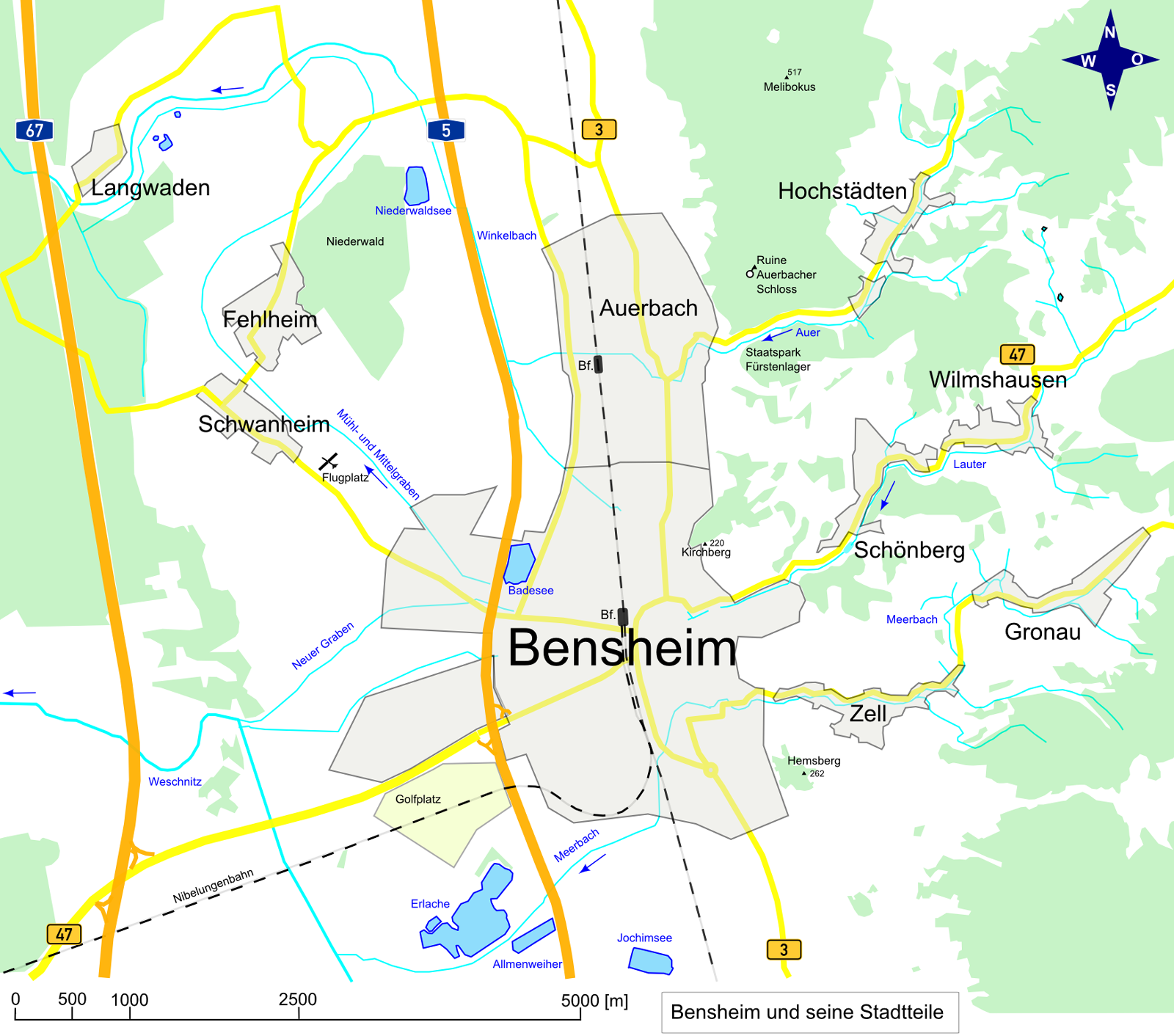
ベンスハイムの交通地図。黄色地の番号表示が連邦道、青地の番号表示がアウトバーンである。

ベンスハイムは、連邦道B3号線とB47号線が交差するところにある。市の西部をアウトバーンA5号線が走っている。A5号線にはベンスハイム市内に2つのインターチェンジがある。北にあるのがツヴィンゲンベルク＝ベンスハイム＝アウエルバッハ・インターチェンジ、南にあるのがベンスハイム・インターチェンジである。A5号線の西にこれと並行にA67号線が走っている。A67号線でベンスハイムに行くにはロルシュ・インターチェンジを使う。
ベンスハイム駅は、フランクフルト・アム・マイン - ハイデルベルク線にあり、インターシティ網につながっている。この駅は、同時に、ヴォルムスからベンスハイムへのニーベルンゲン鉄道の終点でもある。アウエルバッハ地区にもフランクフルト・アム・マイン - ハイデルベルク線の駅があるが、この駅はレギオナルバーンだけが発着する。
フランクフルト空港は、ベンスハイムから北へ50kmの道程である。ゼーゲルフルクゲレンデ・ベンスハイムは、グライダー、モーターグライダー、あるいは軽飛行機用の飛行場である。

### 教育

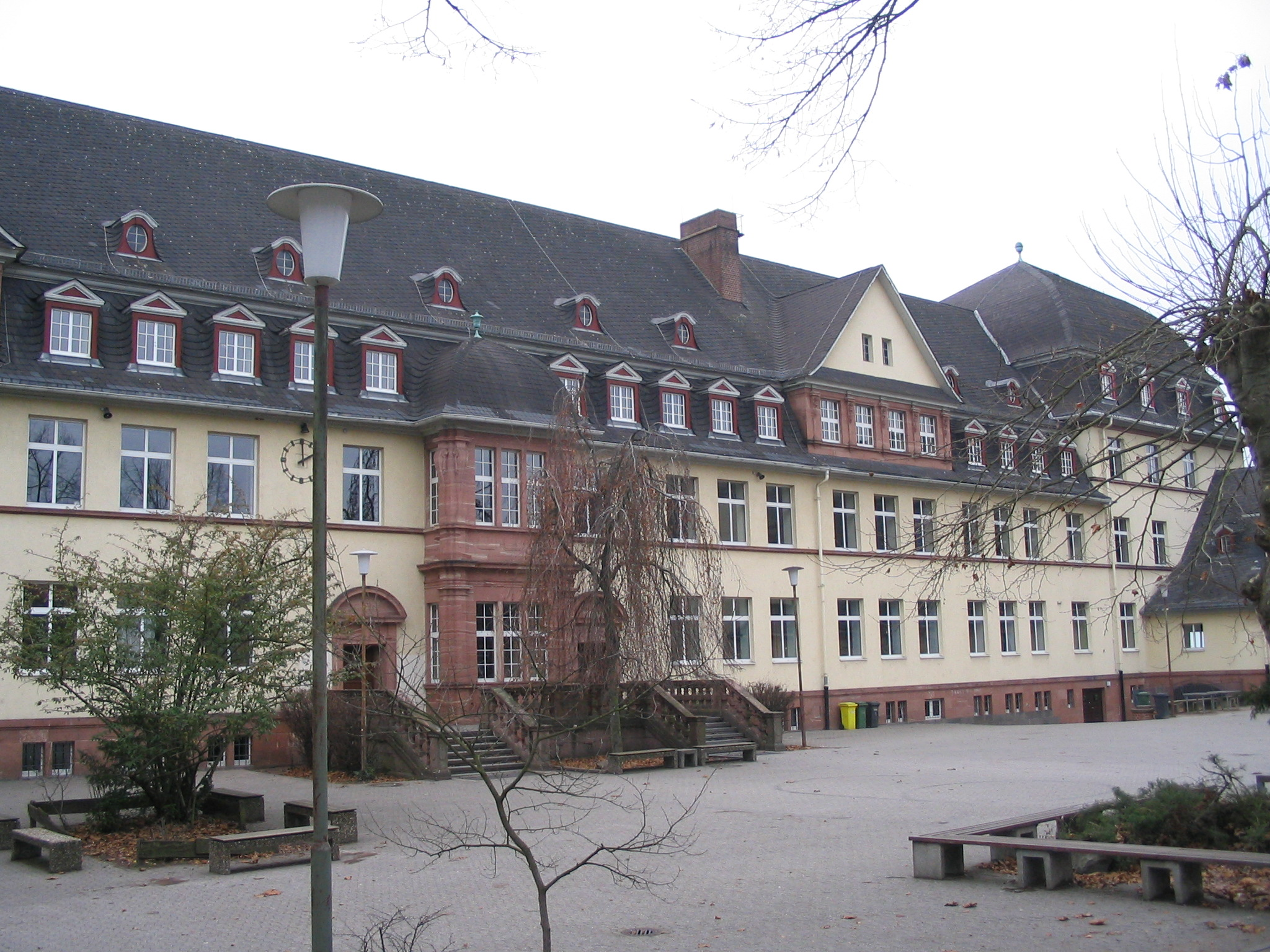
アルテ・クアフュルストリッヒェ・ギムナジウム

ベンスハイムは教育都市である。この街には5つのギムナジウムがある。アルテ・クアフュルストリッヒェ・ギムナジウム、ゲシュヴィスター・ショル・シューレ（ギムナジウムを含む総合学校）、ゲーテ・ギムナジウム、カール＝キューベル＝シューレ（経済、技術、健康ギムナジウムがある商業学校）、リープフラウエンシューレ（カトリック系女子ギムナジウム）である。

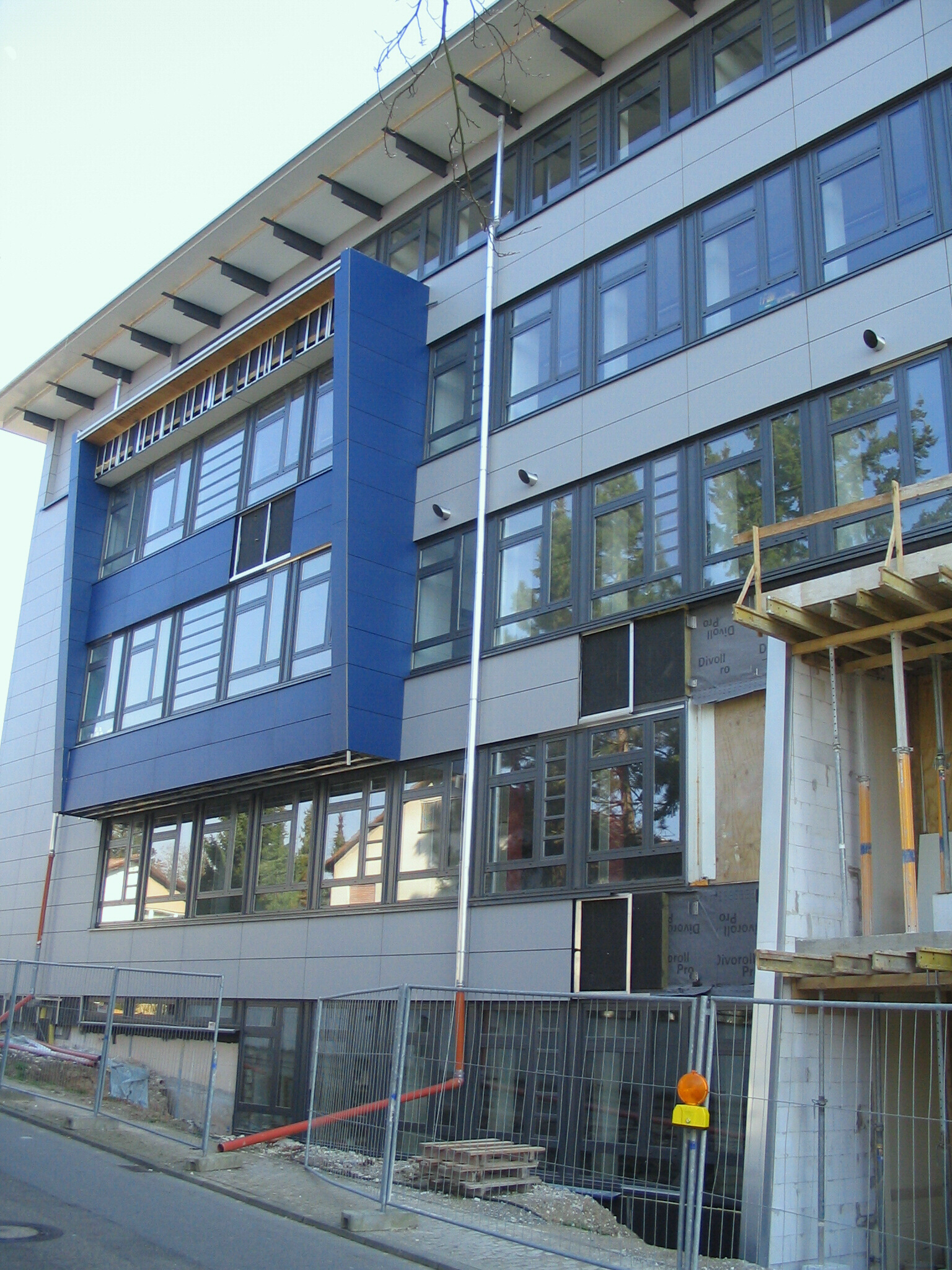
ゲーテ・ギムナジウム
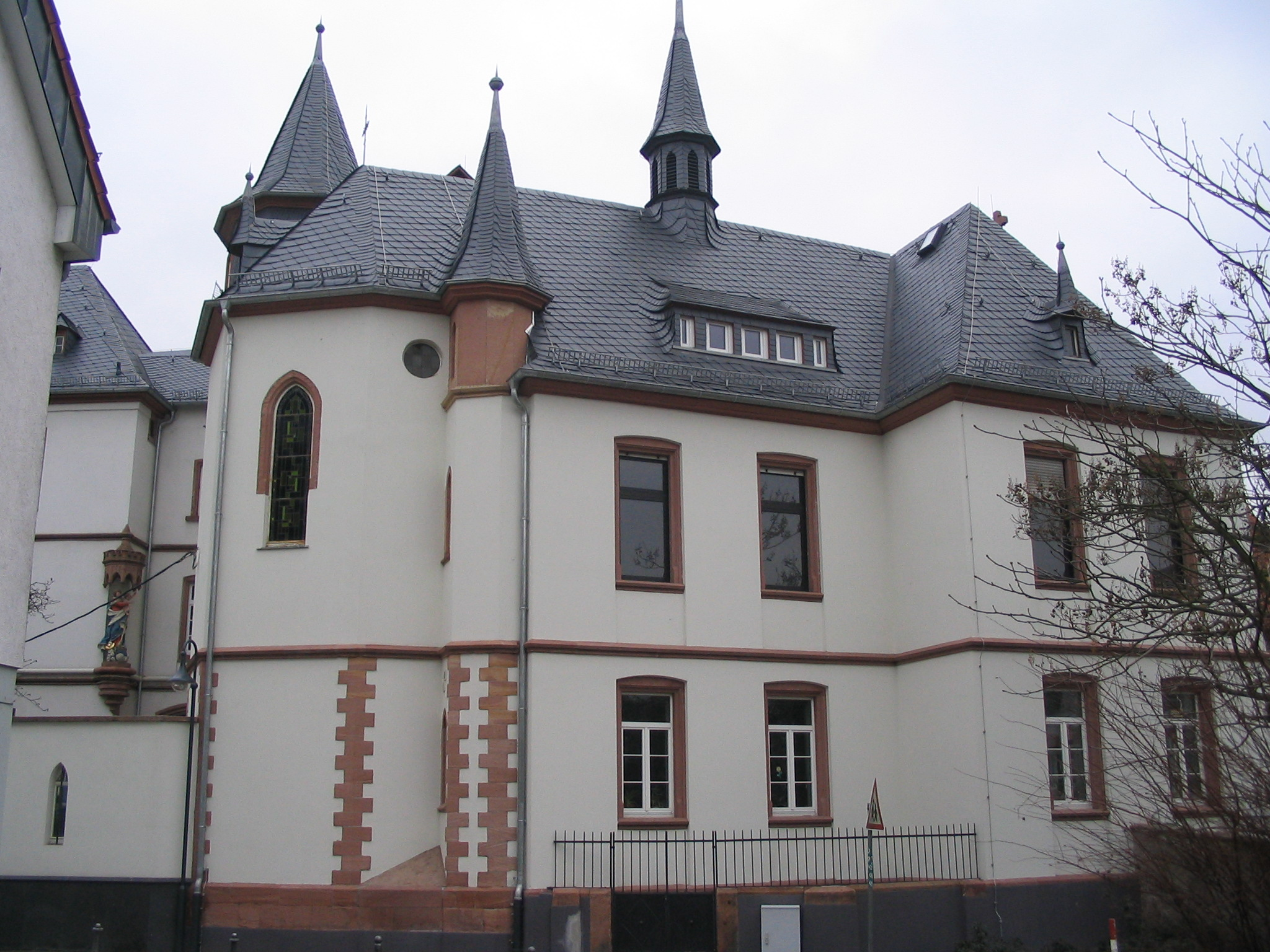
リープフラウエンシューレ

成人教育の場としては、ベンスハイム市民大学、ベンスハイム婦人ファミリー・センターがある。

## 人物
- アルトゥール・フォン・エッティンゲン（1836年 - 1920年）バルト・ドイツ人物理学者、音楽学者
- パウル・クラインシュミット（1883年 - 1949年）画家
- ハインツ・ヨスト（1904年 - 1964年）SS旅団長、警官隊少将
- ゲルハルト・フライ（1944年 - ）数学者